# Feliks Bedenak
Feliks Bedenak (ur. 26 lutego 1933 w Pogorzelcu, zm. 20 września 1998 w Kętrzynie) – polski tokarz i polityk socjalistyczny, poseł na Sejm PRL VI kadencji.

## Życiorys
Syn Jana i Anny z domu Kuryło. Uzyskał wykształcenie zasadnicze zawodowe. Podjął pracę w Fabryce Sprzętu Elektrotechnicznego „Farel” w Kętrzynie. Był mistrzem tokarzem narzędziowym. W 1949 wstąpił do Związku Młodzieży Polskiej. Przewodniczył kołu Związku Młodzieży Socjalistycznej, w którym był też członkiem Zarządu Powiatowego. W 1952 wstąpił do Polskiej Zjednoczonej Partii Robotniczej, zasiadał w egzekutywie Komitetu Powiatowego partii w Kętrzynie. W 1972 uzyskał mandat posła na Sejm PRL w okręgu Bartoszyce. Zasiadał w Komisji Drobnej Wytwórczości, Spółdzielczości Pracy i Rzemiosła oraz w Komisji Komunikacji i Łączności. W latach 1975–1981 był członkiem egzekutywy Komitetu Miejskiego PZPR w Kętrzynie, był też radnym tamtejszej Miejskiej Rady Narodowej.

## Odznaczenia
- Brązowy Krzyż Zasługi
- Złota Odznaka honorowa „Zasłużony dla Warmii i Mazur”